# Parksmultron
Parksmultron (Fragaria moschata Weston) är en flerårig ört i familjen rosväxter. I allmän mening är parksmultronet ett bär som är större än skogssmultronet men mindre än jordgubben. Växtens historia i Sverige går tillbaka till 1600-talet, då den importerades som kulturväxt från vilda bestånd i Kaukasusområdet och odlades under namnet jordgubbe. Sedan 1930-talet har det odlade parksmultronet i praktiken helt ersatts av den moderna jordgubben, som även övertagit dess namn.

## Beskrivning
Parksmultron bildar stora bestånd. Plantan blir upp till 30 cm hög och har långa, förgrenade jordstammar, samt ovanjordiska utlöpare av varierande längd. Ibland saknas utlöpare.
Bladen är trefingrade och naggade i kanten. Antalet taggar är 23–27.
Blomstjälkarna är längre än bladstjälkarna, och blir upp till 40 cm långa. De är håriga med utåt- eller nedåtriktade hår.
Parksmultron är tvåbyggare, vilket innebär att det är skilda plantor med aningen honblommor eller hanblommor. Ingen planta kan bära både hanblommor och honblommor.
I naturen blommar de rikligt, men får sällan bär, eftersom det inom ett habitat ofta finns endast hanblommor eller endast honblommor. Eftersom endast honblommorna bär frukt bestod de odlade bestånden i huvudsak av honblommor. Habitat med endast honblommor är också vanligast i naturen.

Knippe

Parksmultron blommar maj–juni. Blommorna är 1,5–3 cm i diameter och sitter i knippen  om 7–14, undantagsvis så få som 3 eller ända upp till 24 på samma stjälk. En blomma har 5 cirkelrunda vita kronblad; alla lika stora. Ett stort antal ståndare i varje hanblomma, och många pistiller i varje honblomma.

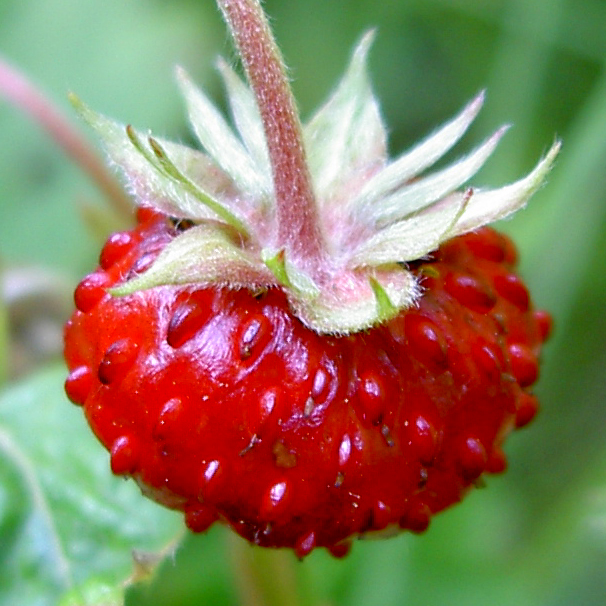
Skogssmultron

Frukten är en skenfrukt, som dock i Sverige sällan utvecklas, eftersom bestånden där ofta består av enbart honplantor. De frukter, som sitter långt ned på stjälken kan sakna nötter.
En liknande art är skogssmultron, Fragaria vesca. Den är dock till alla delar mindre, och behåringen på blomstjälkarna är tilltryckt.
Kromosomtal varierande: ofta 42 (6 × 7), men 28 (4 × 7) och 56 (8 × 7) förekommer.

## Underarter
- Fragaria elatior var. magna (Thuill.) Mutel
- Fragaria elatior var. moschata (Weston) Sm.
- Fragaria moschata f. rubiflora Heimerl
- Fragaria vesca subsp. elatior (Thuill.) Bonnier & Layens
- Fragaria vesca var. elatior Thuill.
- Fragaria vesca var. magna (Thuill.) DC.
- Fragaria vesca var. pratensis L.,1762, nom. superfl.
- Fragaria vesca var. pratensis Aiton
- Fragaria vesca f. alba (Duchesne) Staudt
- Fragaria vesca var. alba Stokes
- Fragaria vesca var. alba (Weston) Rydb.
- Fragaria vesca var. alpina (Weston) Pers.
- Fragaria vesca subsp. americana (Porter) Staudt
- Fragaria vesca var. americana Porter
- Fragaria vesca var. ananassa (Duchesne ex Weston) Aiton
- Fragaria vesca subsp. bracteata (A.Heller) Staudt
- Fragaria vesca var. bracteata (A.Heller) R.J.Davis
- Fragaria vesca subsp. californica (Cham. & Schltdl.) Staudt
- Fragaria vesca var. chiloensis L.
- Fragaria vesca var. corsica Briq.
- Fragaria vesca var. crinita (Rydb.) C.L.Hitchc.
- Fragaria vesca var. efflagellis (Duchesne) Ser.
- Fragaria vesca f. eflagellis (Duchesne) Staudt
- Fragaria vesca var. eflagellis (Duchesne) Ser. [Spelling variant)
- Fragaria vesca var. eflagellis (Weston) DC.
- Fragaria vesca var. elatior Thuill.
- Fragaria vesca subsp. elatior (Thuill.) Bonnier & Layens7Layens
- Fragaria vesca var. elatior Ehrh. ex T.Lestib.
- Fragaria vesca var. hortensis (Duchesne) Ser.
- Fragaria vesca var. magna (Thuill.) DC.
- Fragaria vesca var. minor (Weston) Sm.
- Fragaria vesca subsp. monophylla (L.) Nyman
- Fragaria vesca var. monophylla (L.) Pers.
- Fragaria vesca var. multiplex (Duchesne ex Poit. & Turpin) Ser.
- Fragaria vesca var. muricata (L.) L.
- Fragaria vesca var. nubicola Lindl. ex Hook.f.
- Fragaria vesca var. pratensis L.
- Fragaria vesca var. pratensis L. ex Weston
- Fragaria vesca var. rosea Rostr.
- Fragaria vesca var. roseiflora (Boulay) Rouy & E.G.Camus
- Fragaria vesca f. semperflorens (Duchesne ex Rozier) Staudt
- Fragaria vesca subsp. semperflorens (Duchesne) Bertsch & F.Bertsch
- Fragaria vesca var. semperflorens (Duchesne ex Rozier) Sm.
- Fragaria vesca var. sylvestris L.
- Fragaria vesca subsp. vesca
- Fragaria vesca f. vesca
- Fragaria vesca var. viridis (Duchesne) Fiori
- Fragaria vesca subsp. viridis (Weston) Rivas Goday & Borja

## Hybrider
- Fragaria × intermedia (Föräldrar Fragaria moschata och Fragaria vesca)
- Fragaria × neglecta (Föräldrar Fragaria moschata och Fragaria viridis)

## Exempel på förädlade sorter
- Fragaria moschata 'Bauvens', honblomma
- Fragaria moschata 'Cotta', hanblomma
- Fragaria moschata 'Profumata di Tortona', honblomma
- Fragaria moschata 'Siegerland', honblomma

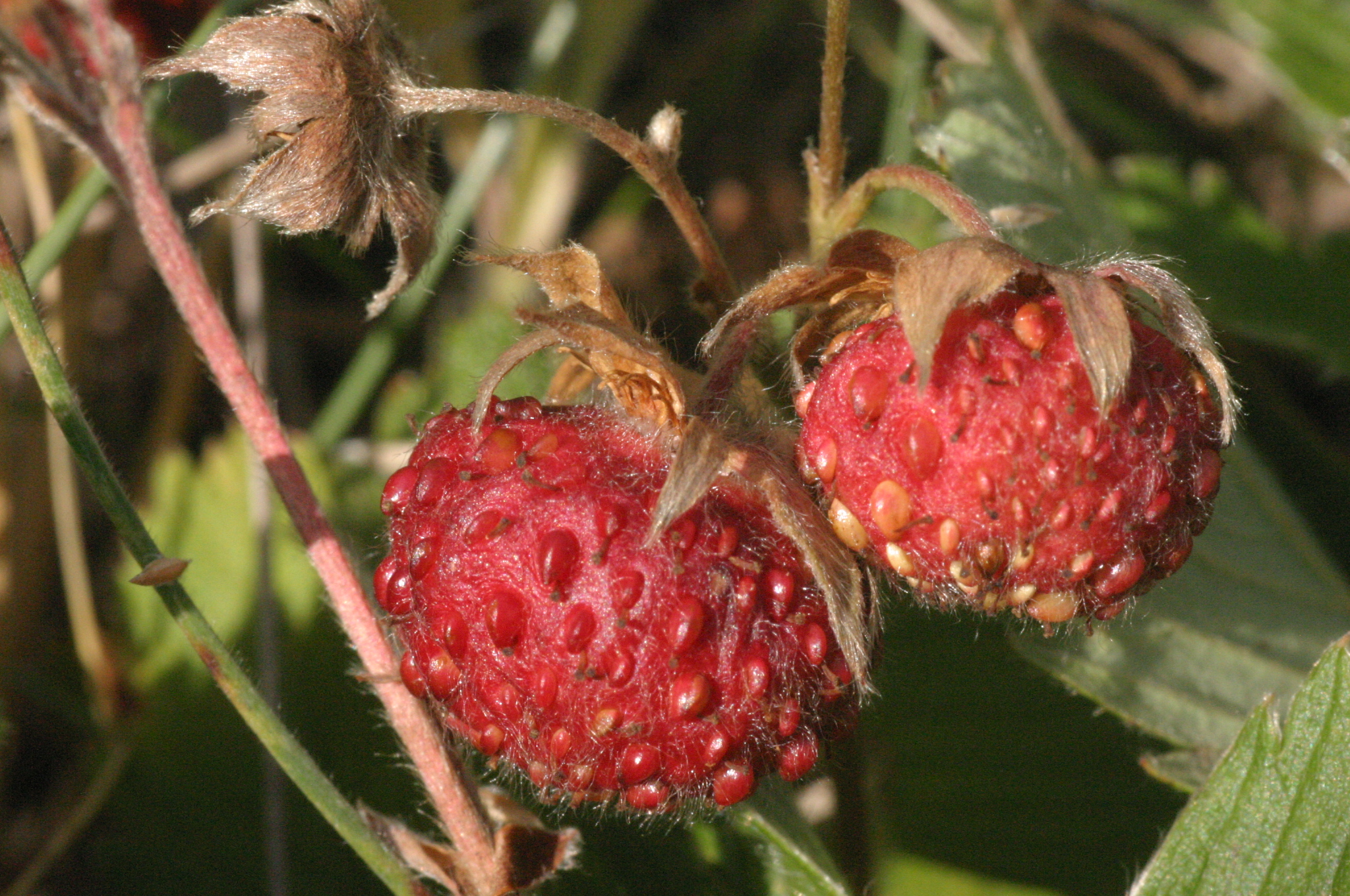
Backsmultron

Påstått tvåkönade (hermafroditer) förmodas i själva verket vara hybrider med backsmultron, Fragaria viridis:
- Fragaria moschata 'Capron royal'
- Fragaria moschata 'Askungen' ('Truedsson')
- Fragaria moschata 'Marie Charlotte (Hans)'

## Habitat
Parksmultron förekommer i Europa och österut till Centralasien, där den ofta är förvildad i närheten av parker — därav namnet — och trädgårdar.
I Nederländerna är  parksmultron rödlistad.

### Utbredningskartor
- Norden
- Norra halvklotet

## Biotop
Näringsrik jordmån och soligt. Kalkgynnad (pH omkring 8.) Kräver skyddade, varma lägen, ty dålig motståndskraft mot temperaturväxlingar, särskilt frostnätter tidig vår. Ej fuktig luft, men gärna fuktig mark
Tål ej salt.

### Växtens fiender

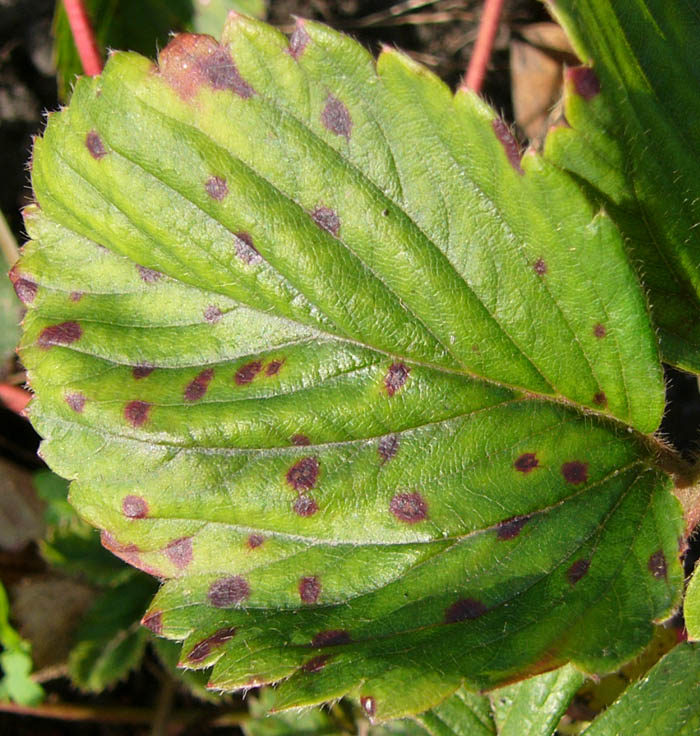
Mycosphaerella fragariae

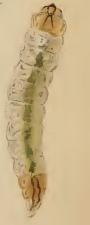
Ectoedemia arcuatella-larv

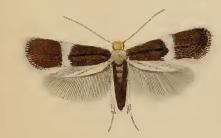
Ectoedemia arcuatella

Larver av smultrondvärgmal, Ectoedemia arcuatella, livnär sig på och är specialiserade på parksmultronblad.
Mycosphaerella fragariae (Tul.) Lindau är en svamp, som angriper bladen.

## Etymologi
- Släktnamnet Fregaria betyder väldoftande. Därav frago = smultron på latin.
- Artepitetet moschata betyder "luktar mysk".
- Gamla svenska namn:
  - Jordgubbe, jordgubbar (har inget att göra med dagens jordgubbe, som är hybriden Fragaria × ananassa.)
  - Jordgubbs-ört
  - Spanskt smultron
  - Trädgårdssmultron

## Användning
Parksmultron odlas i trädgårdar som prydnad, och ibland, särskilt förr i tiden, för sina ätliga frukters skull.

## Bilder

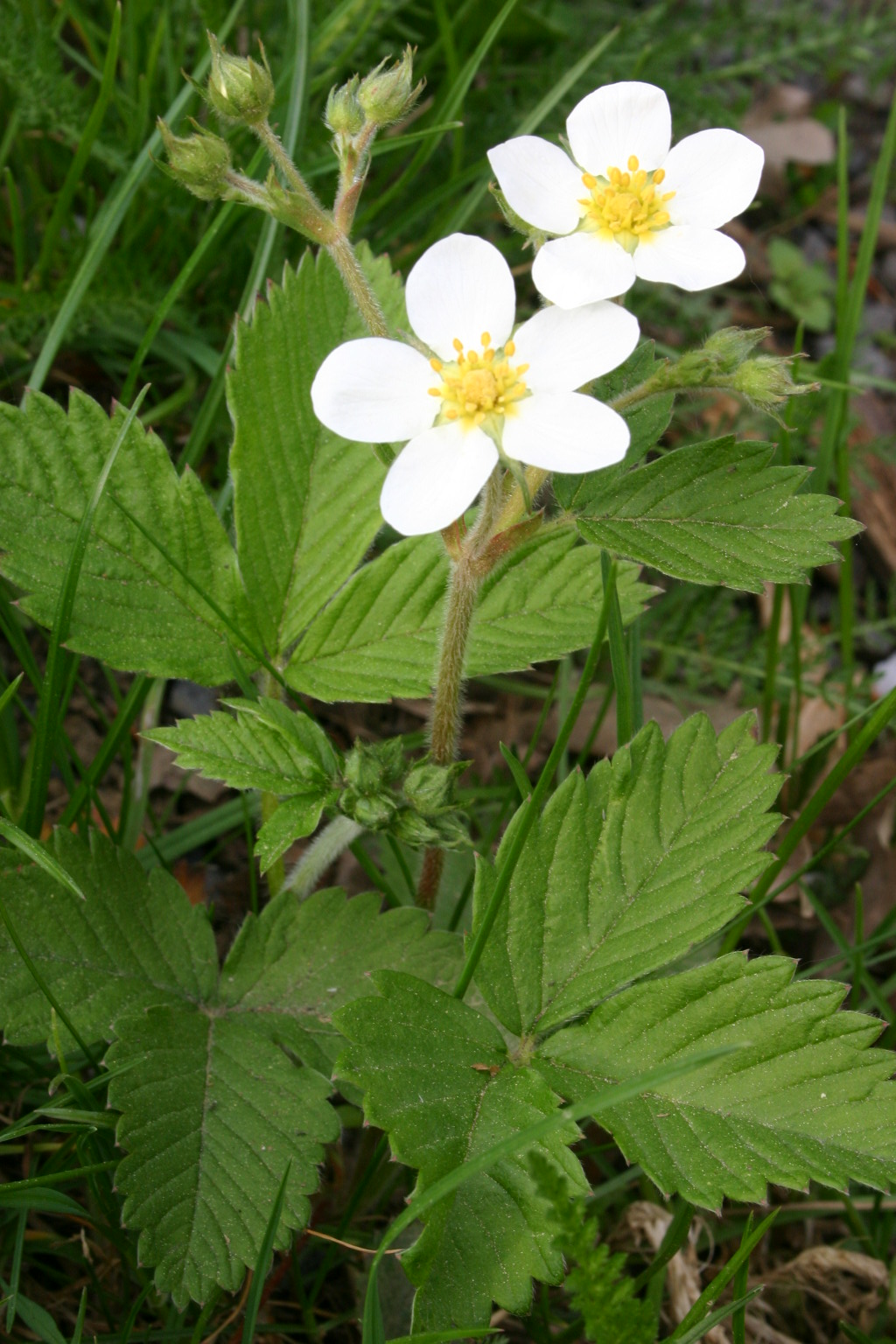
En hanväxt. I blomman är ståndarna dominerande jämfört med det lilla fruktämnet i blommans mitt.
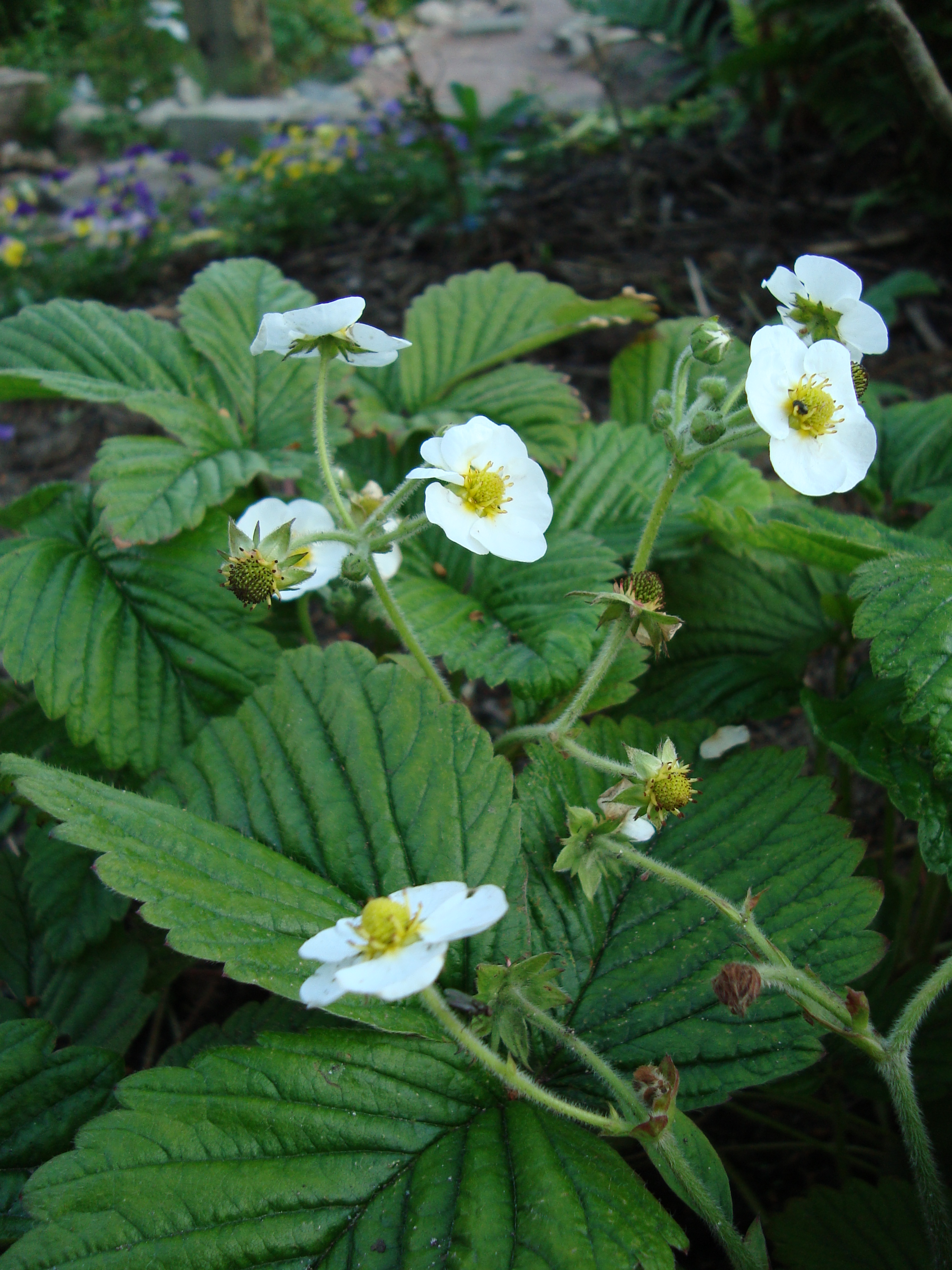
En honväxt. Här är fruktämnet dominerande jämfört med de små ståndarna som sitter vid fruktämnets kanter.
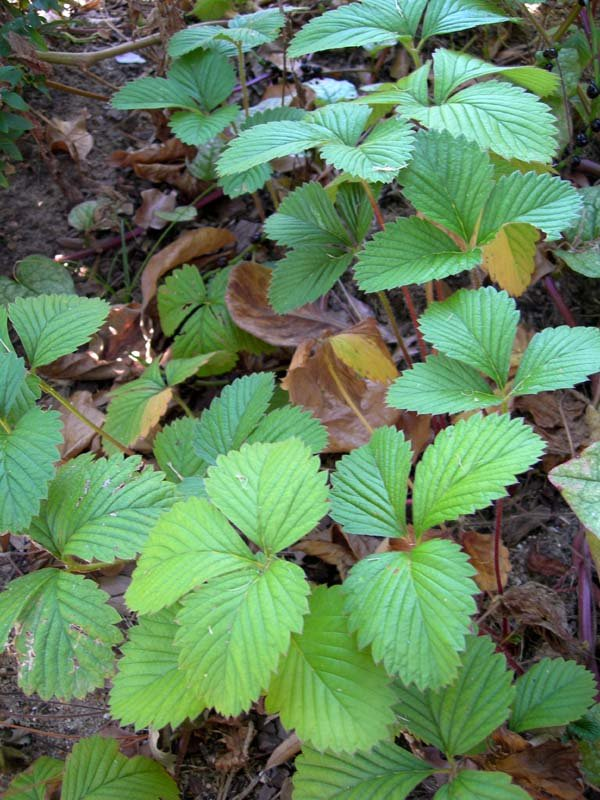
Bladens kanter är naggade. Nerverna syns tydligt.
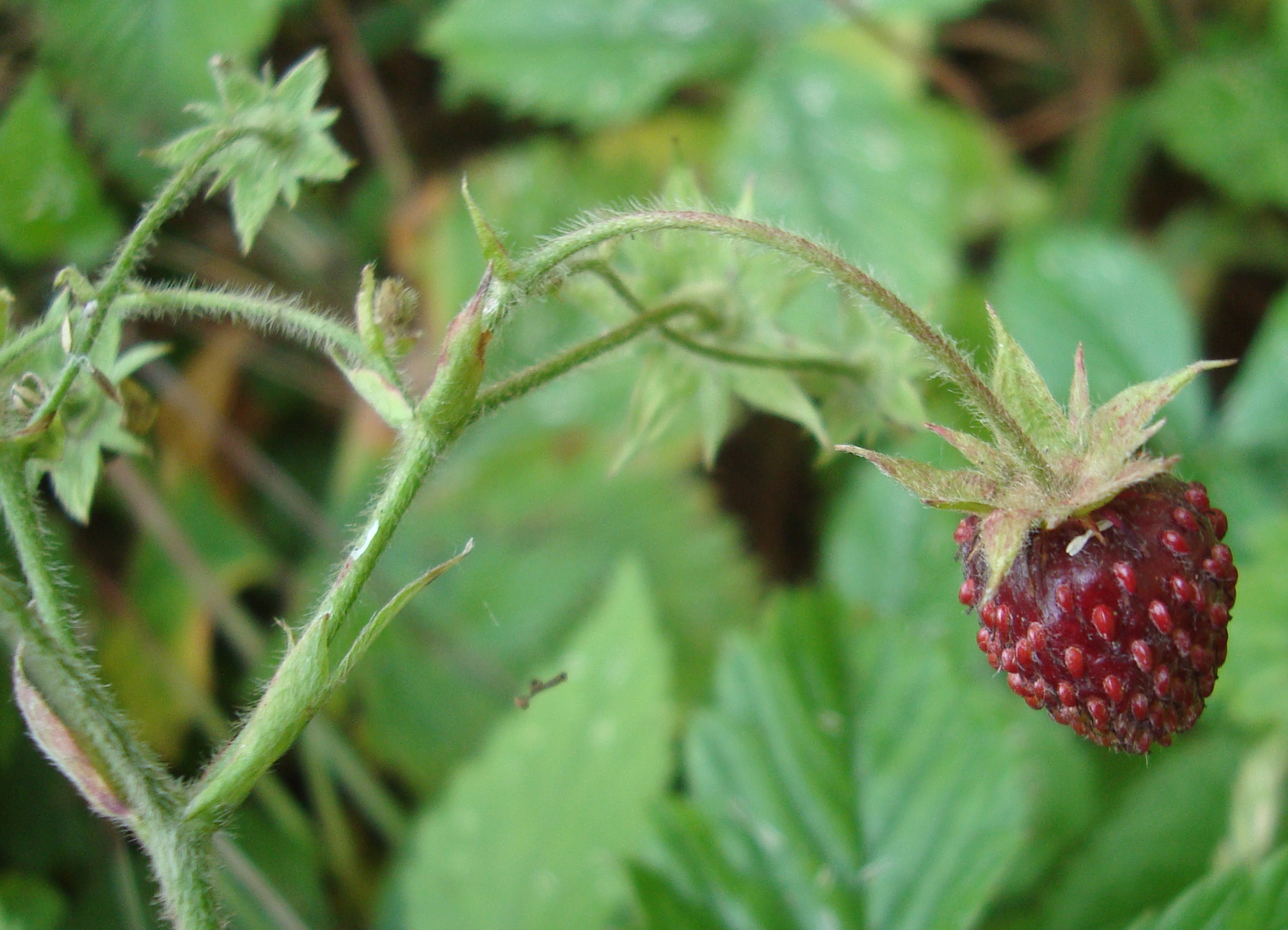
En honväxt (hanväxten utvecklar inte bär). Lägg märke till att håren är riktade nedåt på stjälken och att hyllet vänder sig från "bäret".
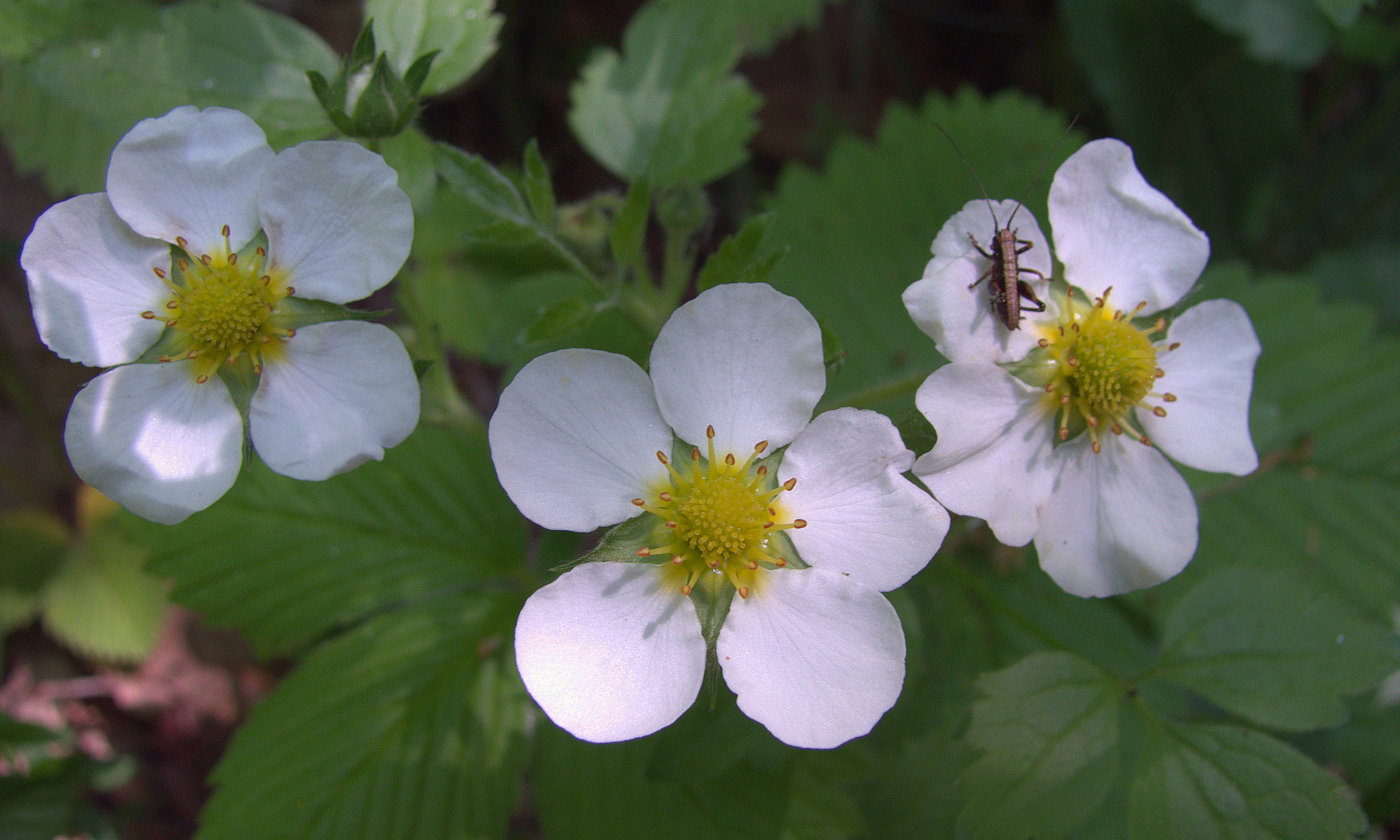
Honblommor med mindre ståndare och större fruktämne.
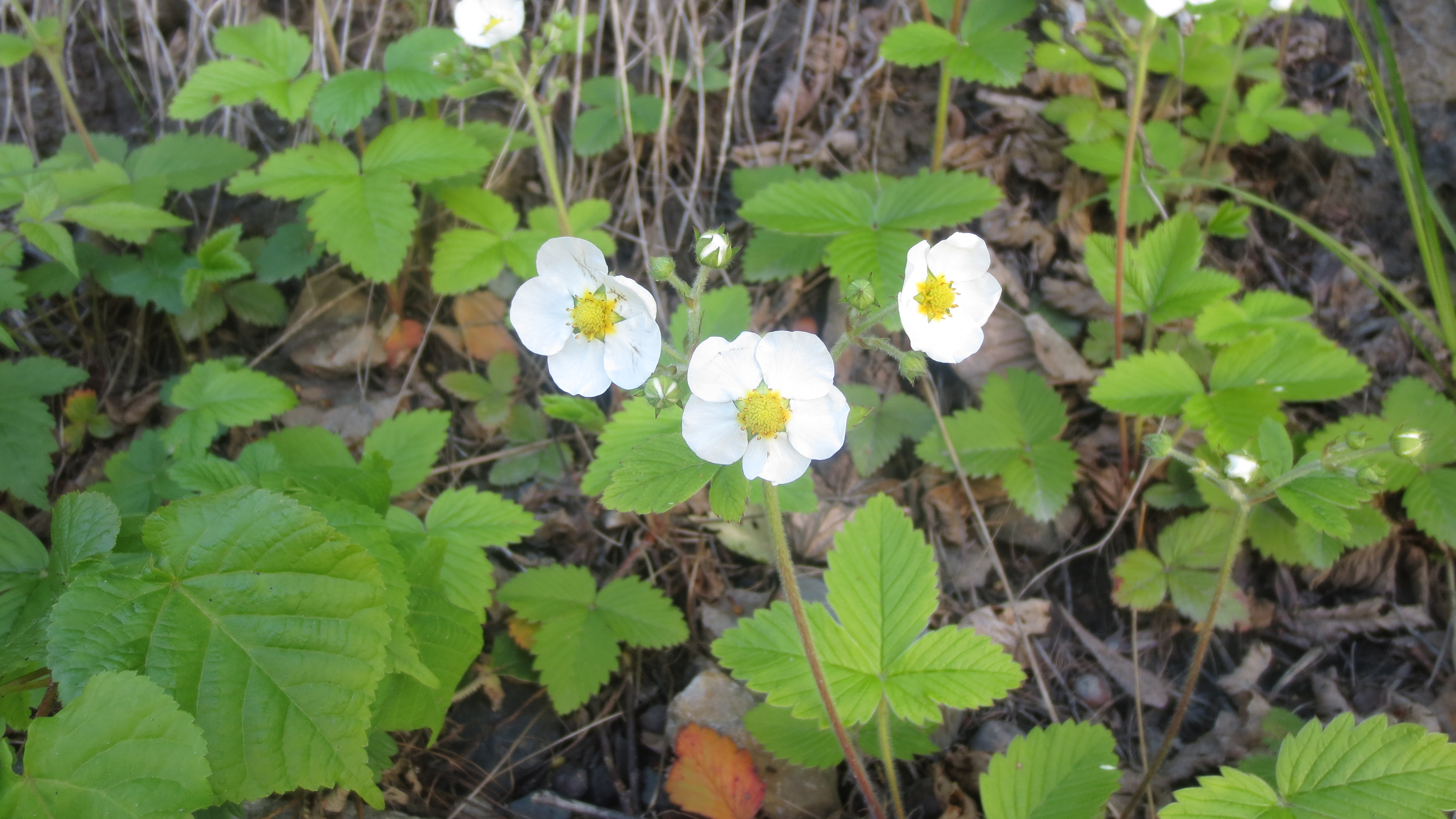
Honblommor. Även här identifierade av ett stort fruktämne med mindre ståndare.
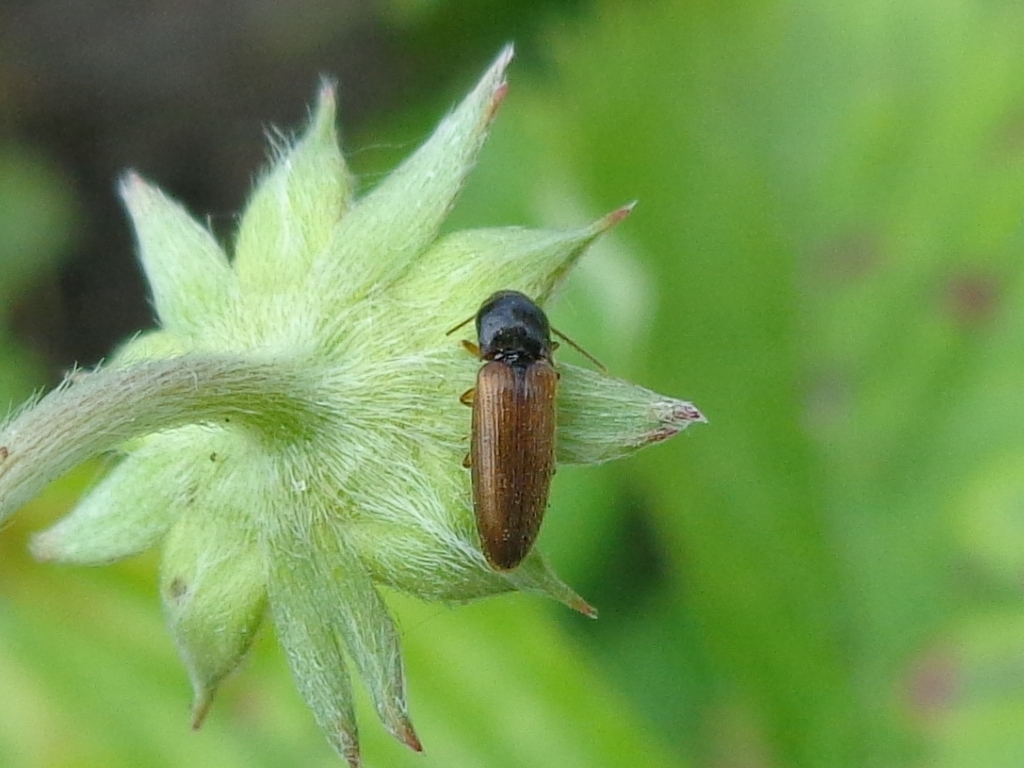
Baksidan av en Fragaria moschata-blomma av okänt kön. Skalbaggen är en Adrastus pallens
Utbredning i Polen. Svårtolkad källa: "Natural occurence: dark green - common species (occuring at least in half of plots 10x10 km); green - not rare (present in >10 of plots 10x10 km); light green - rare species (10 or fewer number of plots 10x10 km; including historical)"